# Peter (Lateinisches Kaiserreich)

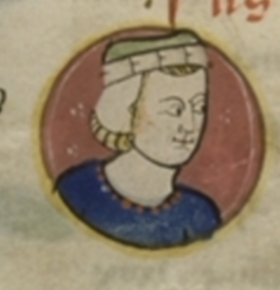
Darstellung Peters in einer Handschrift aus dem 14. Jahrhundert

Peter von Courtenay (französisch Pierre de Courtenay; * um 1155; † ~1217/19) aus dem jüngeren Haus Courtenay war als Peter II. Herr von Courtenay und als Peter I. Kaiser des Lateinischen Kaiserreichs von Konstantinopel von 1216 bis 1217. Außerdem war er durch Ehe Graf von Nevers, Auxerre und Tonnerre sowie Markgraf von Namur.
Er war ein Sohn von Peter I. von Courtenay († 1181/83), einem jüngeren Sohn des Königs Ludwig VI. des Dicken von Frankreich. Seine Mutter war Elisabeth von Courtenay.

## Graf von Nevers, Auxerre und Tonnerre
Peter erbte von seinem spätestens 1181/83 gestorbenen Vater die Burgen von Courtenay und Montargis. Auf Vermittlung seines Cousins, König Philipp II. August, heiratete er 1184 Agnes, Tochter des Grafen Guido von Nevers und Erbin der Grafschaften Nevers, Auxerre und Tonnerre. Im Gegenzug für dieses ansehnliche Erbe überließ er Montargis der Krone. Den König begleitete Peter ab 1190 auf den dritten Kreuzzug und kehrte in dessen Gefolge auch 1191 in die Heimat zurück.
Kurz nach seiner Rückkehr starb Peters Ehefrau 1193 und hinterließ die drei Grafschaften ihrer gemeinsamen Tochter Mathilde (* wohl 1188), die er als deren Vormund allerdings weiter verwalten konnte. Unmittelbar darauf vereinbarte er mit dem Grafen Balduin IX. von Flandern ein Eheprojekt, indem er dessen Schwester Jolante heiratete. Außerdem wurde abgemacht, dass Mathilde den Bruder des Grafen von Flandern, den Markgrafen Philipp I. von Namur, heiraten sollte, sobald sie das heiratsfähiges Alter erreichen würde. Im Jahr 1197 erhob sich der Graf von Flandern allerdings gegen König Philipp II. August, welcher wiederum im Jahr 1199 die Ehe der Erbin von Nevers mit dem Bruder seines Feindes verbot, nachdem er in einem Schreiben von Papst Innozenz III. davor gewarnt wurde.
Um dieselbe Zeit war Peter in einen Konflikt mit Hervé von Donzy um den Besitz der Burg von Gien geraten. Obwohl Peter von Seiten des Königs Unterstützung in Form von Söldnerkompanien erhalten hatte, wurde er von seinem Feind am 3. August 1199 in einer Schlacht unweit von Donzy besiegt und in die Flucht geschlagen. Zur Beilegung des Konflikts schaltete sich nun der König direkt ein und vermittelte die Ehe zwischen Mathilde und Hervé von Donzy, denen dazu die Herrschaft in Nevers übertragen wurde. Peter wiederum wurde ein lebenslanges Nutzungsrecht auf Auxerre und Tonnerre zugebilligt. Das Streitobjekt Gien hingegen sollte sofort in den Kronbesitz übergehen.
In den Jahren 1209 bis 1211 nahm Peter mit seinem Bruder Robert von Courtenay am Albigenserkreuzzug teil und kämpfte 1214 in der Schlacht bei Bouvines mit. Bereits 1212 hatte seine Frau als Erbin ihres Bruders die Markgrafschaft Namur übernommen.

## Kaiser von Konstantinopel
Peters zweite Ehefrau war seit dem 1. Juli 1193 Jolante († 1219), eine Schwester Balduins I. und Heinrichs, der beiden ersten Kaiser des in Folge des vierten Kreuzzuges errichteten Lateinischen Kaiserreichs von Konstantinopel. Jolante erbte 1212 beim Tod ihres Bruders Philipp dessen Markgrafschaft von Namur, die Peter fortan aus ihrem Recht regierte.
Der Tod Kaiser Heinrichs im Jahr 1216 erlegte dem in Folge des vierten Kreuzzuges in Konstantinopel etablierten lateinischen Feudaladel die Bürde der Nachfolgefindung auf, da der Kaiser keine erbberechtigten Kinder hinterlassen hatte. Die Wahl der Barone fiel schließlich auf Peter von Courtenay als den Ehemann der ältesten Schwester des Verstorbenen, dem die Kaiserwürde noch im selben Jahr angetragen wurde. Beachtenswert an diesem Vorgang ist die Außerachtlassung eines weiblichen Erbfolgeprinzips, denn Peters Thronfolge beruhte auf der auf ihn gefallenen Wahl und nicht etwa aus seiner Ehe mit der Eventualerbin der ersten beiden Lateinerkaiser. Auch mögliche Erbrechte der in Flandern lebenden Töchter Kaiser Balduins I. waren offenkundig nicht in Betracht gezogen wurden. Die Entscheidung für ihn dürfte den politischen Umständen geschuldet sein, in denen sich das noch junge und kaum gefestigte Kaisertum der Lateiner im römischen Ostreich (Byzanz) befand, indem es einen ständigen Behauptungskampf gegen die Erben der alteingesessenen griechischen Staatsaristokratie führen musste. So in Kleinasien gegen das griechische Gegenkaisertum von Nicäa des Theodoros I. Laskaris und in Europa gegen das Despotat von Epirus des Theodoros I. Angelos. Eine weitere Bedrohung stellte das aufstrebende Bulgarenreich der Asen dar. Unter diesen Eindrücken mussten die lateinischen Barone zu der Auffassung gelangt sein, dass nur ein Heerführer auf dem Thron von Konstantinopel das weitere Überleben ihres Reiches garantieren konnte, und Peter von Courtenay war als Kreuzzugsveteran und Schlachtenteilnehmer bekannt. Ein weiterer für ihn sprechender Punkt dürfte seine kapetingische Abstammung und damit Blutsverwandtschaft zum französischen Königshaus gewesen sein, durch die politische Verbindungslinien zum „Mutterland“ der Lateiner aufrechterhalten werden konnten. Außerdem hatte Peter bereits über eine eigene reiche Nachkommenschaft, die eine reibungslose Nachfolge für die Zukunft garantieren konnte. Eine seiner Töchter war zudem schon mit dem König von Ungarn verheiratet, dem mächtigsten Herrscher Südosteuropas, der so als wertvoller Verbündeter gewonnen werden konnte.
Im Frühjahr 1217 nahm Peter samt seiner Frau, vier ihrer Kinder und einem kleinen Gefolge die Reise nach Konstantinopel auf. Dem ältesten Sohn Philipp überließen sie das mütterliche Erbe Namur und auch der zweitälteste Robert sollte in der Heimat zurückbleiben. Ihr Weg auf der damals üblichen Route vor allem für französische Orientreisende führte sie über Italien, wo die Reise zu Schiff bis zum Ziel fortgesetzt werden sollte. Auf sein Drängen hin wurde Peter in Rom in Sankt Laurentius vor den Mauern von Papst Honorius III. am 9. April 1217 zum Kaiser gesalbt und gekrönt. Er sollte damit der einzige lateinische Ostkaiser bleiben, der seine Krone aus der Hand des Oberhauptes der lateinischen Kirche erhielt. Zu bemerken ist auch der Ort der Krönungszeremonie. Dem Bericht Konrads von Fabaria nach wurde Peter nur deshalb nicht in der Petersdom gekrönt, weil dieser einzig für die Krönung der über die Stadt Rom gebietenden Westkaiser reserviert war und nicht für die in Konstantinopel residierenden Ostkaiser, so dass der Eindruck erweckt worden wäre, auch der griechische Kaiser habe Rechte auf die Stadt Rom. Jedenfalls hätte das Einverständnis des amtierenden Westkaisers eingeholt werden müssen. Im Jahr 1217 war dies der mittlerweile weitgehend entmachtete Otto IV., während der vom Papst unterstützte Staufer Friedrich II. bereits für die Kaiserwürde designiert, aber noch nicht gekrönt war. Am 11. April 1217 urkundete Peter erstmals mit kaiserlicher Titulatur („Petrus, Dei gratia fidelissimus in Christo Constantinopolitanus Imperator a Deo coronatus, Romanie moderator et semper augustus“); er bestätigte hier dem venezianischen Dogen Pietro Ziani den von den Anführern des vierten Kreuzzuges mit Enrico Dandolo vereinbarten Vertrag von 1204, der die Gebietsaufteilung des byzantinischen Reiches zwischen den Lateinern und Venedig regelte. Am 16. April 1217 urkundete Peter ein zweites und nun auch letztes Mal als Kaiser, als er die Erbrechte der Söhne des Bonifatius von Montferrat anerkannte, also vor allem die Nachfolge des Demetrius im Königreich Thessaloniki.
Ende April 1217 setzte Peter mit seinem Anhang und nun in Begleitung des Kardinallegaten Giovanni Colonna die Reise fort. Auf venezianischen Schiffen sollte Konstantinopel auf dem Seeweg um Griechenland herum erreicht werden. In Brindisi trennte er sich von seiner Familie, die ihm vorausreisen sollte, während er selbst ganz im Geiste des vierten Kreuzzuges für Venedig als Gegenleistung für den Schiffstransport die bedeutende Hafenstadt Durazzo erobern sollte, die dem griechischen Despoten von Epirus unterstand. Mit einer nur geringen Anzahl an bewaffnetem Gefolge schlug der Angriff auf die stark befestigte Stadt augenblicklich fehl. Offenbar kehrte darauf die venezianische Flotte wegen des nichtig gewordenen Transportvertrages in ihre Mutterstadt zurück. Deshalb fasste Peter den Entschluss, den Direktmarsch über Land nach Konstantinopel aufzunehmen, wofür er allerdings das feindliche Gebiet des Despoten von Epirus durchqueren musste. Diese Entscheidung erwies sich schnell als fatal, als die Reisegruppe von den Männern des Despoten entdeckt und gefangen gesetzt wurde.
Das Ende Kaiser Peters ist ein Mysterium. Ein genaues Sterbedatum wird in keinen Chroniken verzeichnet, sein Tod in der Gefangenschaft zumeist in Verbindung mit seiner Gefangennahme erwähnt. Päpstliche Schreiben vom 28. Juli 1217 und 4. November 1217 nennen ihn noch als Gefangenen und unter den Lebenden, danach allerdings enden die Nachrichten über ihn. Der mitgefangene Kardinal Colonna wurde im Frühjahr 1218 nach der päpstlichen Drohung eines Kreuzzugs vom Despoten freigelassen, von Peter ist dabei aber keine Rede mehr, was seinen Tod nahelegt. Andererseits übernahm seine Frau Jolante nach ihrer Ankunft in Konstantinopel als Kaisergemahlin die stellvertretende Regentschaft für ihn und hielt diese bis zu ihrem eigenen Tod im Spätjahr 1219 inne, ohne dass dabei etwaige Nachfolgeregelungen für die Kaiserwürde besprochen wurden. Sie und die Barone Konstantinopels müssen also von einem Fortleben Peters ausgegangen sein, andernfalls hätte für die Regentschaft Jolantes keine Grundlage mehr bestanden und einem der Söhne Peters wäre die Kaiserwürde angetragen worden. Dazu kam es allerdings erst nach dem Tod Jolantes im Jahr 1219, als der Tod Peters nun offenbar zur endgültigen Gewissheit geworden war. Der griechische Autor Georgios Akropolites wusste zu berichten, dass Peter durch das Schwert gestorben sei, was eine Hinrichtung beschreibt. Allerdings wird diese Behauptung durch keinen anderen Bericht bestätigt.
Für die Nachfolge auf den Thron zu Konstantinopel verständigten sich die lateinischen Barone im Dezember 1219 auf Peters ältesten Sohn Philipp. Dieser wies aber die Kaiserwürde zugunsten seines jüngeren Bruders Robert zurück.

## Nachkommen
Aus seiner ersten Ehe mit Agnes hatte Peter nur ein Kind, Mathilde. Aus seiner zweiten Ehe hatte er 13 Kinder:
1. Margarete (*ca. 1194 † 17. Juli 1270) Markgräfin von Namur 1228–1237 ⚭ 1) um 1210 Raoul III. d’Issoudun († 1. März nach 1212), ⚭ 2) vor 1217 Heinrich I. Graf von Vianden († 19. November wohl 1253)
2. Elisabeth († nach August 1253) ⚭ 1) Gaucher Graf von Bar-sur-Seine († 1219) (Haus Le Puiset), ⚭ 2) 1220 Eudes I. de Montagu († nach August 1253)
3. Jolante († 1233) ⚭ 1215 Andreas II. König von Ungarn
4. Agnes († nach 1247) ⚭ 1217 Gottfried II. von Villehardouin, Fürst von Achaia († 1245)
5. Maria († nach 1228) ⚭ 1218 Theodor I. Laskaris Kaiser von Nicäa
6. Eleonore († vor 1230) ⚭ Philipp von Montfort († 1270), Herr von Castres, Herr von Tyrus und Toron
7. Konstanze, 1210
8. Sibylle (* 1197, † 1210) Nonne
9. Philipp II. (* 1195; † 1226), 1216 Markgraf von Namur und Herr von Courtenay
10. Peter (III.), 1210, Geistlicher
11. Robert († 1228 vor 13. Februar) Kaiser von Konstantinopel ⚭ 1228 NN, Tochter des Balduin de Neufville
12. Heinrich II. († 1229), 1226 Graf von Namur
13. Balduin II. (* 1218, † nach 15. Oktober 1273) Kaiser von Konstantinopel ⚭ 19. April 1229 Marie de Brienne († nach 5. Mai 1275), Tochter des Johann von Brienne, König von Jerusalem, dann Mitkaiser in Konstantinopel